# 麦粉 (菓子)
麦粉（むぎこ、むいご）は、一般的な菓子・食品の一つ。日本だけではなく、世界中に存在するが、本項では主として日本のものを扱う。

## おおまかな定義
炒って粉にした麦の粉末のことを「麦粉」「麦焦がし」などと呼ぶほか、その麦粉を使った菓子を「麦粉菓子」あるいは「麦焦がし」と呼ぶ。また、使用される麦も、小麦もあれば大麦もあり、さまざまである。麦の産地では一般的なものである。ただし、製粉が難しく生で粉にしてもグルテンを生じない大麦の食べ方としてよく用いられる傾向がある。
麦の粉末そのものについても、「むぎこ」「むいご」「はったい粉」などさまざまな名称があり、更には雑穀類や大豆などを炒って砕いたものをも含めて同じ名称で呼ぶ地域がある。
いずれにせよ、各地でヴァリエーションが多く、意味にはかなり振れが大きいので注意が必要である。

## 食べ方・形態
主な形態を以下に掲げるが、これが麦粉の全てでないことに留意を。また近年は自然食志向などもあって、麦粉を原料とした新作の菓子が続々と登場しており、ますます意味は拡散している。

### 練る
麦の粉末を丼などの容器に満たし、砂糖などの粉末の甘味料を加える。ここに熱湯などを加え、粘りが出るまでかき混ぜてから食べる。

### 固める
麦粉に砂糖や水などを加えて練ったものを、「型に入れて乾かす」「焼く」「蒸す」などして固めてから食べる。

## 日本以外での「麦粉菓子」あるいは「麦焦がし」

### チベット
チベットでは大麦の麦焦がしは、ツァンパと呼ばれており、菓子ではなく主食のひとつとなっている。基本的には単独で熱いジャ（チベット語でバター茶のこと）を注いで練って食べる。

### イラン
イランでは麦焦がしは、サマヌーと呼ばれる菓子などとして食べられるという。